# Litteraturåret 1948

## Händelser

### Okänt datum
- Svensk ungdomsboksförfattarförening bildas[1]
- Boklotteriet inrättas och startar
- Den 28-årige rumänske flyktingen Paul Celan debuterar i Wien med diktsamlingen Der Sand aus den Urnen (Sanden från urnorna), vilken bland annat innehåller hans Dödsfuga. Samlingen är illustrerad av den tyske surrealisten och vännen Edgar Jené, men upplagan innehåller samtidigt så många tryckfel att Celan låter makulera den redan samma höst.

## Priser och utmärkelser
- Nobelpriset – T.S. Eliot, Storbritannien[2]
- Bellmanpriset – Hjalmar Gullberg
- De Nios Stora Pris – Sigfrid Lindström
- Svenska Akademiens stora pris – Anton Blanck
- Svenska Dagbladets litteraturpris – Stina Aronson, Vilgot Sjöman, Ragnar Bengtsson, Bengt V. Wall och Åke Holmberg
- Tidningen Vi:s litteraturpris – Cora Sandel, Tora Dahl, Bertil Malmberg och Peder Sjögren
- Övralidspriset – Karl-Gustaf Hildebrand

## Nya böcker

### A – G
- Atomstationen av Halldór Laxness
- Bortförklaring av Elsa Grave
- Bränt barn av Stig Dagerman
- Dramer om dömda av Stig Dagerman
- Egen spis av Lars Ahlin
- Expedition Kon-Tiki av Thor Heyerdahl
- Greppet hårdnar av Folke Fridell
- Gyllene tider av Birger Vikström

### H – N
- Hjärtpunkten av Graham Greene
- Högt vatten av Agatha Christie
- Inkräktare i stoftet av William Faulkner
- Ja, se pojkar av Gunnar Cederschiöld
- Johan From, Lars Hård och andra av Jan Fridegård
- Lekpaus av Lars Ahlin

### O – U
- Pippi Långstrump i Söderhavet av Astrid Lindgren[3]
- Syndfull skapelse av Folke Fridell
- Sång till polstjärnan av Stina Aronson
- Trollkarlens hatt av Tove Jansson

### V – Ö
- Vägen till Klockrike av Harry Martinson
- Ångvälten av Willy Kyrklund

## Födda
- 10 januari – Robert Ståhl, svensk poet.
- 20 januari – Nathan Sharansky, israelisk politiker, författare och sionist.
- 3 februari – Henning Mankell, svensk författare.
- 4 mars – James Ellroy, amerikansk författare.
- 17 mars – William Ford Gibson, kanadensisk författare.
- 25 mars – Olof Moberg, svensk författare.
- 4 april – Jila Mossaed, iransk-svensk författare.
- 28 april – Terry Pratchett, brittisk författare.
- 31 maj – Svetlana Aleksijevitj, vitrysk författare.
- 28 juni – Åke Smedberg, svensk författare.
- 9 augusti – Willy Granqvist, svensk författare och radioman.
- 18 september – Ulf Nilsson, svensk författare.
- 11 oktober – Göran Rosenberg, svensk författare och journalist.
- 14 november – Kristina Lugn, svensk poet och författare.
- 22 november – Bengt Jangfeldt, svensk författare och översättare.
- 16 december – Konny Isgren, svensk poet.
- 30 december – Horace Engdahl, svensk litteraturvetare, ständig sekreterare i Svenska Akademien.

## Avlidna
- 4 mars – Antoine Artaud, 51, fransk författare, skådespelare och regissör.
- 8 april – Josef Kjellgren, 40, svensk författare.
- 3 maj – Gideon Wahlberg, 57, svensk författare, teaterledare, skådespelare och kompositör.
- 8 september – Thomas Mofolo, 72, romanförfattare från Basutoland.
- 15 oktober – Ester Blenda Nordström, 57, svensk journalist och författare.

### Fotnoter
1. ↑  Sverige 1900-talet – Från den lilla, lilla gumman till vilda bebin, NE, Bra Böcker, 2000
2. ↑  ”Nobelpriset i litteratur”. https://www.nobelprize.org/prizes/lists/all-nobel-prizes-in-literature/. Läst 20 mars 2011.
3. ↑  ”Astrid Lindgren”. http://www.astridlindgren.se/verken/bocker/textbocker. Läst 21 mars 2011.